# Page Hamilton
Page Nye Hamilton (Portland, 18 maggio 1960) è un cantante e chitarrista statunitense, fondatore della band alternative metal degli Helmet.
La maggior parte della sua carriera musicale si è sviluppata attorno alla musica heavy metal e hard rock, ma ha anche collaborato con artisti di generi diversi come jazz, hip hop e blues.

## Biografia
Cresciuto nella cittadina di Medford, nell'Oregon, Hamilton si trasferisce a New York per studiare chitarra jazz. Durante questi studi però scopre la distorsione del suono nella chitarra, e decide di cercare una band con il quale suonare. Nel 1988 entra a far parte dei Band of Susans (band che deve il suo nome al fatto di avere ben tre donne di nome Susan in formazione). Nel frattempo collabora con il compositore Glenn Branca, e nel 1989 forma gli Helmet insieme a Peter Mengede (chitarra), Henry Bogdan (basso) e John Stanier (batteria). Con gli Helmet sviluppa una carriera che lo porta alla pubblicazione di cinque album (Strap It On, Meantime, Born Annoying, Betty, e Aftertaste) prima che il gruppo si separi nel 1998.
Gli Helmet ottennero un buon successo in America, furono riconosciuti come i precursori di diversi sottogeneri dell'heavy metal come alternative metal, nu metal, post-metal ed avant-garde metal.
Dopo la separazione degli Helmet, Hamilton fonda un'altra band, i Gandhi, e va in tour con David Bowie. Sempre in questo periodo registra con il compositore Ben Neill. Registra un duetto con il chitarrista tedesco Caspar Brötzmann (Zulutime), compare nel disco di Ben Neill Goldbug e in quello del cantante e chitarrista Joe Henry, Trampoline. Scrive anche delle musiche per il film Heat - La sfida. Ha collaborato anche con le band Therapy? e Nine Inch Nails.
Nel 2003 Hamilton riforma gli Helmet (con una diversa formazione, dato che sia Bogdan che Stanier rifiutano la sua offerta), con il quale ha già prodotto due nuovi album: Size Matters del 2004, e Monochrome del 2006.
Hamilton ha anche lavorato come produttore, e tra i suoi lavori troviamo Distort Yourself degli Institute, la nuova band formata dal cantante dei Bush, Gavin Rossdale (band che comprende anche Chris Traynor, chitarrista-bassista nella nuova formazione degli Helmet).
Nel 2014 prende parte al sesto album in studio dei Linkin Park intitolato The Hunting Party, nel quale canta e suona la chitarra nella canzone All for Nothing.

## Strumentazione
Hamilton usa una versione personalizzata della chitarra ESP Horizon, con leva Floyd Rose e pick-up DiMarzio. Ha utilizzato anche chitarre Paul Reed Smith. Per l'amplificazione utilizza un complesso setup, che include una testata Marshall e pre-amplificatore e diffusori Harry Kolbe. Utilizza anche amplificatori VHT.
Nel 2006 la ESP annuncia la produzione di una nuova chitarra firmata Page Hamilton. Questo modello differisce da quello standard per l'utilizzo di pick-up DiMarzio al posto dei Seymour Duncan o degli EMG.

## Discografia con gli Helmet
Album in studio
- 1990 - Strap It On
- 1992 - Meantime
- 1994 - Betty
- 1997 - Aftertaste
- 2004 - Size Matters
- 2006 - Monochrome
- 2010 - Seeing Eye Dog

Raccolte
- 2004 - Unsung: The Best of Helmet (1991-1997)
- 1995 - Born Annoying